# STS-81-M
 STS-81-M, voluit Space Transportation System-81-M, was een oorspronkelijke space shuttle missie voor deze missie zou de Atlantis gebruikt worden. Maar werd geannuleerd om dat de Challenger verongelukte na de lancering op 28 januari 1986.

## Bemanning
De bemanning zou bestaan uit:
- Millie Hughes-Fulford